# Hysterocarpus
Hysterocarpus is een geslacht van straalvinnige vissen uit de familie van de brandingbaarzen (Embiotocidae).

## Soort en ondersoorten
- Hysterocarpus traskii
  - Hysterocarpus traskii pomo Hopkirk, 1974
  - Hysterocarpus traskii traskii Gibbons, 1854